# Mészáros Andor (szobrász)

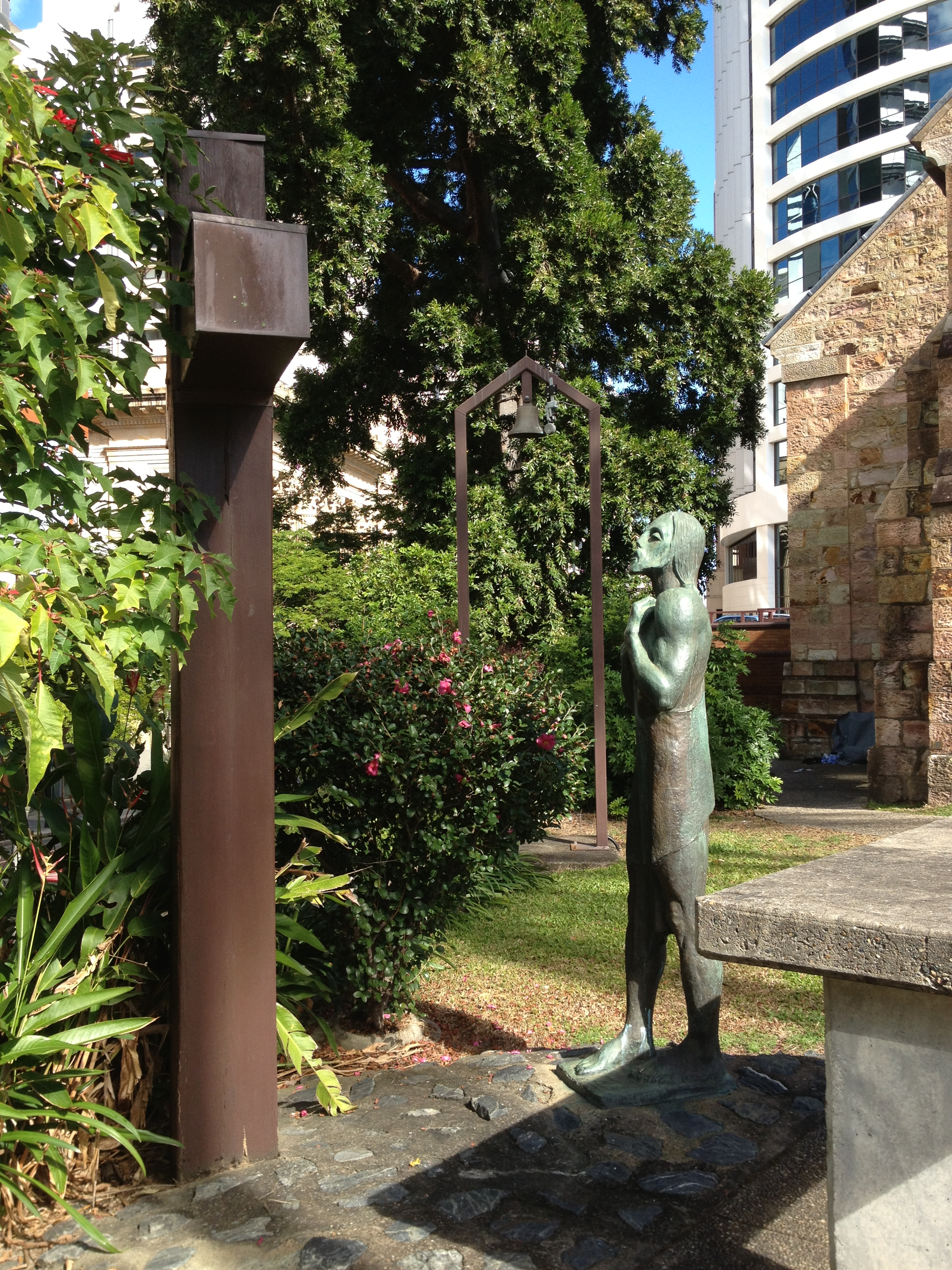
Krisztus elfogadja a keresztet

Mészáros Andor, 1909-ig Fleischmann (Budapest, Terézváros, 1900. szeptember 1. – Melbourne, 1972. május 1.) építész, szobrász, művészeti író. Sógora Szabolcsi Lajos író, lapszerkesztő.

## Élete
Fleischmann Sándor (1862–1916) ügyvéd, újságíró és Grünsfeld Berta (1867–1944) szobrásznő gyermekeként született zsidó családban. Az első világháború idején a lovasságnál szolgált, ám a háború azelőtt véget ért, mielőtt harcba küldték volna. Középiskolai tanulmányait szülővárosában végezte, majd 1919 és 1927 között a Bécsi Műszaki Egyetemen épületgépészetet, a párizsi Julian Akadémián szobrászatot, a Magyar Királyi József Műegyetemen pedig építészetet tanult. Párizsban Henri Bouchard és Paul Landowski vezette be az absztrakt és kubista formai világba, esténként pedig Csáky József műtermében tanulta a faragást. Miután két évig Pogány Móricnál és Vágó Józsefnél képezte magát, felvételt nyert a Magyar Építész Kamarába. Önálló építészként arra törekedett, hogy „kiszabaduljon a Bauhaus [iskola] mindent átható hatása alól, és a modern technikát a magyar jelleghez igazítsa”. Szoros kapcsolatot alakított ki Telcs Ede szobrász- és éremművésszel, s több munkájában részt vett.  Több pályázatot nyert, így a Szabadság téri Széchenyi-kút, majd a városmajori Hüvelyk Matyi-kút architekturális pályázatát is. 1928-ban állított ki először plasztikát a Műcsarnokban. 1939-ben történész barátja, Szekfű Gyula tanácsára elhagyta az országot és Ausztráliában telepedett le. 1939. június 21-én érkezett meg Victoria állam fővárosába, Melbourne-be. A következő évben felesége és fia is csatlakozott hozzá.
Első ausztráliai évei alatt a J. V. T. Ward és a Marsh & Michaelson építészirodák alkalmazásában állt. 1940-ben kezdett szobrászatból élni, melyben olyan befolyásos barátok segítették, mint Wilfred Eade Agar és Herbert Schlink. 1948-ban Angliába utazott, ahol megbízást kapott a Canterburyi katedrális Szent Anselm-kápolnájában található oltárkép elkészítésére, valamint a „The Canterbury Series”, a keresztút állomásait ábrázoló tizennégy érem elkészítésére. Néhány hónappal később visszatért Ausztráliába, ahol nagyméretű egyházi szobrokat és domborműveket készített. Amikor a nagyobb megbízások elmaradtak, a medalionok tervezése felé fordult, amelyekből több mint ezer darabot készített; többek között a Victorian Artists Society (1947), az 1956-os melbourne-i olimpia résztvevői, valamint a vietnámi háborúban harcoló ausztrál és új-zélandi katonák számára (1968). 1951-ben elnyerte a madridi nemzetközi éremkiállítás fődíját.
Tagja volt az Éremművészek Nemzetközi Szövetségének, az olaszországi Amici Della Medaglia-nak, a Victorian Sculptors' Societynek (elnök: 1954–1955, 1962–1963) és az Association of Sculptors of Victoriának (elnök: 1968).
A Női fej című bronz plasztikája a Magyar Nemzeti Galériában látható, de érmei és plakettjei megtalálhatóak a Szépművészeti Múzeum gyűjteményében is.
Felesége Back Erzsébet (1910–?) volt, Back Sándor és Lohr Debóra Adél lánya, akit 1932. december 1-jén Budapesten vett nőül. Két fia született, Daniel (1935) és Michael (1945).

## Kiállításai

### Egyéni kiállításai
1989 – Magyar Nemzeti Galéria, Budapest (Mészáros Mihállyal)

### Válogatott csoportos kiállításai
- 1951–71 – FIDEM
- 1970 – Tisztelet a szülőföldnek. Külföldön élő magyar származású művészek I. kiállítása, Szépművészeti Múzeum, Budapest
- 1971 – Nemzetközi Kisplasztikai Kiállítás, Műcsarnok, Budapest
- 1974 – Telcs Ede és tanítványai, Magyar Nemzeti Galéria, Budapest